# Carlos Ospina
Ospina  Hernández est un nom espagnol. Le premier nom de famille, en général paternel, est Ospina ; le second, en général maternel, souvent omis, est Hernández.
Pour les articles homonymes, voir Ospina.
Carlos Alberto Ospina Hernández, né à Nechí (département de Antioquia) le 10 septembre 1982, est un coureur cycliste colombien des années 2000-2010.
Après s'être consacré à la piste lors de l'année 2010 (avec des résultats brillants au niveau continental), il a décidé de se tourner vers la route pour la saison 2011 en s'engageant avec l'équipe Orgullo paisa. Son frère cadet Argiro est aussi professionnel dans la même formation.

## Biographie
En 2005, au sein d'une équipe mixte, managée par Carlos Mario Jaramillo, Ospina découvre le Tour de Colombie. Lors de la deuxième étape, et à la faveur d'une échappée, il s'empare du maillot de leader, pour une journée.
Durant trois saisons (de 2007 à 2009), il a couru pour un club Élite 2 des Îles Baléares, l'U.S. Son Servera, espérant se faire remarquer et ainsi décrocher un contrat professionnel en Europe. Son meilleur résultat en Espagne fut son podium sur le Cinturón a Mallorca 2008.
Sur la même période, Ospina participe à des compétitions en Colombie, sous le maillot de la GW Shimano. C'est ainsi qu'il remporte le classement général de la Vuelta Gobernación del Huila 2009, après avoir pris la tête à l'issue du contre-la-montre de la troisième étape et gagné la quatrième. Ou qu'il gagne, un mois plus tard, le contre-la-montre par équipes de la 1re étape du Tour de Colombie. Alors qu'en 2008, il avait été déclaré positif à l'issue du Tour de Colombie, par sa fédération.
En 2010, il retourne dans son pays natal et se consacre à la piste, en intégrant la sélection nationale. Sa spécialité est la course à l'américaine avec ses partenaires Weimar Roldán ou Carlos Urán, même s'il ne dédaigne pas d'autres disciplines. Il étoffe son palmarès avec notamment deux titres de champion panaméricain. Il décroche plusieurs médailles de bronze, exceptionnelle comme lors de l'étape de coupe du monde 2009-2010 de Cali ou décevante comme à Medellín aux Jeux sud-américains. Grands favoris avec son coéquipier Roldán, ils échouent pour le titre, ratant l'une des deux médailles d'or échappant à la délégation cycliste colombienne aux Jeux.
Les pistards colombiens disputent également quelques épreuves sur route comme le Clásico RCN ou le championnat de Colombie du contre-la-montre qu'il remporte.
Il se consacre à la route en 2011. Il s'engage avec l'équipe Gobernación de Antioquia-Indeportes Antioquia, managée par Santiago Botero.

### Année 2012
Non retenu pour le Tour de Colombie 2012, Carlos Ospina réalise ses premiers résultats en juillet où il se classe cinquième de la Clásica de Girardot. Puis quelques jours plus tard, il remporte la Clásica de Marinilla, mettant fin à sept ans de domination de la formation EPM - UNE sur l'épreuve. Gros rouleur (champion national du contre-la-montre en 2010), il surprend, pourtant, les observateurs en dominant ses adversaires, lors de la seconde étape chronométrée. En effet, un col de seconde catégorie était à escalader.
À l'automne, sa formation l'aligne au Clásico RCN. Il fait partie de l'échappée victorieuse de la première étape, qu'il termine troisième. Il finit, à une heure du vainqueur, Óscar Sevilla, une course qu'il conclut par une dixième place dans le contre-la-montre en côte final.
En novembre, il succède à son frère Argiro au palmarès de la Vuelta Higuito, au Costa Rica. Il domine totalement l'épreuve. Dans la première étape, il s'impose, en solitaire, avec plus de quatre minutes d'avance sur son second. Il remporte également la sixième étape et finit les autres jamais plus loin qu'au septième rang.

### Année 2013
Toujours dans la même formation, il subit la domination de l'équipe EPM - UNE sur les premières épreuves du calendrier national. Mais en avril, il remporte le contre-la-montre des Championnats de Colombie. Il devance de cinq secondes le vainqueur sortant Iván Casas, les premiers EPM - UNE terminant quatre et cinquième à douze secondes. C'est son second titre de la spécialité. Deux jours plus tard, il termine sixième du sprint clôturant la course en ligne des championnats.

## Palmarès sur route

### Par années
- 2008
  - 3e du Cinturón a Mallorca
- 2009
  - 1re étape du Tour de Colombie (CLM par équipes)[21]
- 2010
  -  Champion de Colombie du contre-la-montre
- 2011
  - 2e étape secteur A du Tour de Colombie (CLM par équipes)
  - 2e du championnat de Colombie sur route
- 2013
  -  Champion de Colombie du contre-la-montre
- 2014
  - 3e de la Tobago Cycling Classic

### Classements mondiaux
| Année            | 2005 | 2006 | 2007 | 2008 | 2009 | 2010 | 2011 | 2012 | 2013 | 2014 |
| ---------------- | ---- | ---- | ---- | ---- | ---- | ---- | ---- | ---- | ---- | ---- |
| UCI America Tour | 317e |      |      | 204e | 418e |      |      |      |      | 162e |
| UCI Europe Tour  |      |      |      | 650e |      |      |      |      |      |      |

## Palmarès sur piste

### Coupe du monde
- 2009-2010
  - 3e de la course à l'américaine à Cali

### Jeux sud-américains

#### Américaine
1 participation.
- 2010 :  Troisième de la compétition.

### Jeux d'Amérique centrale et des Caraïbes

#### Course aux points
1 participation.
- 2010 :  Troisième de la compétition.

### Championnats panaméricains
- Aguascalientes 2010
  -  Vainqueur de la course scratch.
  -  Vainqueur de la course à l'américaine.

### Championnats de Colombie
- Medellín 2010
  -  Médaillé d'or de la course aux points[27].
  -  Médaillé d'or de la course à l'américaine (avec Weimar Roldán)[28].
- Cali 2015
  -  Médaillé d'or de la course à l'américaine (avec Pedro Nelson Torres)[29].
  -  Médaillé d'argent de la poursuite par équipes (avec Pedro Nelson Torres, Camilo Pedroza et Carlos Urán)[30].